# Peter Burschel (Historiker)

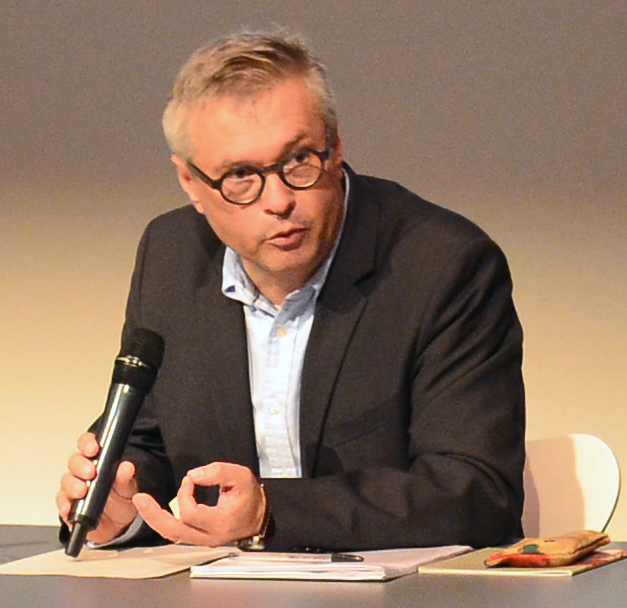
Peter Burschel, 2020

Peter Burschel (* 27. Oktober 1963 in Rehren bei Hannover) ist ein deutscher Historiker. Er bekleidete Lehrstühle für Geschichte der Frühen Neuzeit an den Universitäten Rostock (2007–2011) und Berlin (2011–2016). Seit 2016 hat er einen Lehrstuhl für Kulturgeschichte des Mittelalters und der Frühen Neuzeit an der Universität Göttingen und leitet die Herzog August Bibliothek in Wolfenbüttel.

## Leben und Wirken

### Akademische Laufbahn
Peter Burschel studierte seit 1984 Mittlere und Neuere Geschichte, Politikwissenschaft, Philosophie und Mittellateinische Philologie. Im Jahr 1989 schloss er sein Studium mit dem Magister an der Universität Göttingen ab, wo er 1992 mit einer Arbeit zur Sozialgeschichte des frühneuzeitlichen Militärs bei Ernst Schubert auch promoviert wurde. Seit 1991 Assistent von Wolfgang Reinhard an der Universität Freiburg im Breisgau, edierte er Nuntiaturberichte, forschte zum nachtridentinischen Heiligenhimmel und nahm im Rahmen seiner Habilitationsschrift Martyrien in den Blick. 2000/2001 war Burschel Stipendiat des Historischen Kollegs in München, 2001/2002 Gastprofessor für Historische Anthropologie an der Universität Erfurt. Ein Jahr später erfolgte die Habilitation in Neuerer und Neuester Geschichte sowie in Historischer Anthropologie in Freiburg im Breisgau mit dem von Wolfgang Reinhard betreuten Thema Sterben und Unsterblichkeit. Zur Kultur des Martyriums in der Frühen Neuzeit.
Von 2005 bis 2007 war Burschel Mitglied der DFG-Forschergruppe „Selbstzeugnisse in transkultureller Perspektive“ an der Freien Universität Berlin. 2006 wurde er zum außerplanmäßigen Professor in Freiburg im Breisgau ernannt. Gleichzeitig nahm er Gast- und Vertretungsprofessuren (unter anderem in Bremen und Berlin) wahr. 2007 folgte Burschel einem Ruf auf den Lehrstuhl für Neuere Geschichte an der Universität Rostock, 2011 auf den für Europäische Geschichte der Frühen Neuzeit an der Humboldt-Universität zu Berlin, wo er die Nachfolge von Heinz Schilling antrat. Seine Antrittsvorlesung hielt er im November 2012 über die Erfindung der Reinheit. Burschel übernahm im März 2016 die Leitung der Herzog-August-Bibliothek in Wolfenbüttel als Nachfolger Helwig Schmidt-Glintzers, die mit einer Professur für Kulturgeschichte des Mittelalters und der Frühen Neuzeit an der Universität Göttingen verbunden ist.
Burschel ist Vorsitzender des Instituts für Historische Anthropologie (Freiburg im Breisgau), Mitglied mehrerer nationaler und internationaler Forschungskollegs sowie Mitherausgeber historischer Periodika wie des Jahrbuchs für Universalgeschichte Saeculum, der Zeitschriften Historische Anthropologie und Geschichte in Wissenschaft und Unterricht sowie der Zeitschrift für Ideengeschichte. Er ist seit 2018 ordentliches Mitglied in der Klasse für Geisteswissenschaften der Braunschweigischen Wissenschaftlichen Gesellschaft und seit 2021 Vorsitzender der Klasse.

### Forschung
Seine Forschungsinteressen gelten der Genese konfessioneller Kulturen, der politischen Anthropologie interkultureller Begegnungen und der Geschichte der Reinheit. In seiner 1997 sozialgeschichtlich ausgerichteten Dissertation befasst er sich mit den nordwestdeutschen Söldnern des 16. und 17. Jahrhunderts. Sein Untersuchungsraum Nordwestdeutschland erstreckt sich dabei von Schleswig-Holstein bis nach Hessen, von der niederländischen Grenze bis nach Mecklenburg. Er untersucht die Lebens- und Arbeitsbedingungen der Söldner von der Werbung über die Musterung bis hin zu Seuchen, Verwundung und Tod. Burschel konnte zeigen, dass besonders klein- und unterbäuerliche Schichten, städtische Handwerksgesellen und Tagelöhner Solddienst leisteten. Dadurch konnte er ältere Vorstellungen über die Rekrutierung der Söldner aus ‚freien Bauern’ oder einzig aus städtischen Handwerkern überwinden. Burschels Kernthese lautet, dass aus dem „moralisch randständigen“ Landsknecht des 16. Jahrhunderts in Folge eines sehr komplexen Disziplinierungsprozesses durch die Obrigkeiten zu Beginn des Ancien Régime „ein gedrillter Empfänger von Befehlen …, der über den Gleichschritt das Denken verlernt hat: eine gleichermaßen bedauerns- wie verachtenswerte Kreatur in Uniform“ wurde. Burschel hat mit dieser Arbeit wichtige sozialgeschichtliche Fragen zum Söldnerwesen beantwortet und den Grundstein für weitergehende Fragestellungen gelegt. Ein zentrales Anliegen der Arbeiten Burschels zu diesem Themenfeld ist es, den Wandlungsprozess des Landsknechtes aus dem 16. Jahrhundert zum Soldaten zu erfassen. Kritisch mit Burschels Thesen hat sich die Rostocker Habilitationsschrift von Stefan Kroll und die Dresdner Dissertation von Jan Willem Huntebrinker befasst. Huntebrinker kritisiert Burschels methodisches Vorgehen. Mit seiner „Mosaikstein-Methode“, bei der die zufällig überlieferten Einzelnachrichten wie Mosaiksteine zusammengesetzt wurden, ließen sich nur relativ undifferenziert Aussagen über die soziale Identität einer Gruppe treffen.
Burschel gab mit Götz Distelrath und Sven Lembke den 2000 veröffentlichten Sammelband zum Thema Das Quälen des Körpers heraus. Die Beiträge gehen auf eine Tagung an der Universität Freiburg im Jahre 1999 zurück. Das Erkenntnisinteresse richtet sich dabei auf die physische Gewaltanwendung von Menschen an Menschen.
Burschel war Mitherausgeber einer 2002 erschienenen Festschrift für Wolfgang Reinhard. Dabei sollte nicht das „Herrscherlob“ im Zentrum stehen, sondern vielmehr die „kritische Perspektive und die Einordnung der Beiträge des Empfängers in die aktuelle fachwissenschaftliche Debatte“ verstärkte Beachtung finden. Der „Versuch einer ‚kritischen‘ Festschrift“ will zugleich eine „explorativ(e) Fortentwicklung der Festschriftentradition“ sein. Die Beiträge verteilen sich auf die fünf Abschnitte städtische Eliten im Alten Reich (I), das Paradigma der Konfessionalisierung (II), Nepotismus an der Kurie, die Papstfinanz und die Verflechtung römischer Eliten (III), der Aspekt der Staatsgewalt und deren Widerschein in der politischen Theorie (IV) und schließlich die Europäische Expansion (V).
Burschel veröffentlichte 2004 eine systematische Untersuchung zur Bedeutung des Martyriums für die frühneuzeitlichen christlichen Glaubensgemeinschaften. Ihm geht es darum, „[…] das Martyrium als Medium kollektiver Leidenserfahrungen zu verstehen und damit als Medium kollektiver Erinnerung und kollektiver Selbstvergewisserung, das dazu beitrug, aus Glaubensgemeinschaften Bekenntnisgemeinschaften und aus Bekenntnisgemeinschaften Bekenntniskulturen werden zu lassen“. Dabei liegt der Schwerpunkt auf dem deutschsprachigen Raum. Zeitmäßig konzentriert er sich auf das 16. und 17. Jahrhundert. Anders als bisherige Arbeiten kulturwissenschaftlichen Zuschnitts versteht Burschel die Quellen als „Medium der Selbst- und Fremdauslegung“ bzw. als Formen symbolischer Kommunikation. Sein Ergebnis lautet: „Martyrium – das ist der Ort, der es erlaubt […], jene Grenzziehungen, Grenzüberschreitungen und nicht zuletzt auch Grenzöffnungen zu beobachten, die den Prozeß der Entstehung und Entwicklung konfessioneller Kulturen ausmachten“.
Aus einer Tagung 2006 an der Freien Universität Berlin im Rahmen der DFG-geförderten Forschergruppe „Selbstzeugnisse in transkultureller Perspektive“ ging ein Sammelband hervor, den Burschel, Andreas Bähr und Gabriele Jancke 2007 herausgaben. Die Herausgeber sehen in den epochenübergreifenden Beiträgen vier gemeinsame Perspektiven: (1) die Frage nach der Bedeutung des Raumes im und für das Schreiben, (2) Räume des Selbst lenken den Blick auf Grenzziehungen, Grenzverletzungen und Grenzüberschreitungen, (3) die Selbst-Markierungen weisen die Räume des Selbst als „gelebte“ und „erlebte“ Räume aus und damit als lebensweltliche Erfahrungsräume- und Bedeutungsräume, (4) die Räume des Selbst sind Produkte kulturellen, sozialen und politischen Handelns. Die Beiträge reichen vom Spätmittelalter bis zum 20. Jahrhundert.
Burschel gab 2011 gemeinsam mit Christoph Marx einen Sammelband zum Thema „Reinheit“ heraus. Die Beiträge der 18 Autoren gehen auf eine im September 2008 veranstaltete interdisziplinäre Tagung in Mülheim an der Ruhr zurück und befassen sich mit der Vielfalt von Reinheitsvorstellungen in historischer Perspektive. Der Band ist in vier Sektionen (Körper, Gender, Status, Gemeinschaften) unterteilt. Die Herausgeber verstehen ihren Untersuchungsgegenstand immer als eine „historisch-anthropologische Frage“. Damit meinen sie, dass Reinheitsvorstellungen „am Körper des Menschen selbst“ zum Ausdruck kommen und nicht nur als eine Form der Codierung zu verstehen seien. In seiner 2014 veröffentlichten Berliner Antrittsvorlesung vertritt Burschel die These, dass die Reinheit als kultureller Code eine Erfindung der Neuzeit sei. Reinheit diene zur Identitätsstiftung und zugleich zur Abgrenzung gegenüber anderen. Nach Burschel verdichten sich Reinheitsdiskurse überall dort, wo kulturelle Zugehörigkeiten in Gefahr geraten.
Im Jahr 2014 war Burschel mit Christine Vogel Herausgeber eines Sammelbandes, der auf einen im März 2011 an der Universität Vechta veranstalteten Workshop zurückgeht. Im Mittelpunkt steht „die Frage, inwieweit die ritualisierte Praxis diplomatischer Kommunikation in der frühen Neuzeit unter den Bedingungen wechselseitiger kultureller Distanzerfahrung dazu beigetragen hat, Prozesse der Selbstbeobachtung – und Selbstthematisierung – zu intensivieren und zu dynamisieren“. Nach einer Einleitung befassen sich zehn Studien mit interkulturellen diplomatischen Begegnungen. Mit Sünne Juterczenka gab Burschel 2016 eine Reihe von einführenden Texten zur europäischen Expansion heraus. In ihrer Einleitung verstehen die Herausgeber den Begriff Expansion als „globale Interaktion“, der zeitlich auf „einer langen Frühen Neuzeit“, die vom 14. bis zum Ende des 18. Jahrhunderts reicht, beruht. Die Schwerpunkte des Sammelbandes bilden „Begegnen“, „Aneignen“ und „Vermessen“. Zum 450. Jubiläum der Herzog-August-Bibliothek in Wolfenbüttel legte Burschel 2022 eine Geschichte der Herzog August Bibliothek vor.

## Schriften (Auswahl)
Monografien
- Wie Menschen möglich sind. Eine historische Anthropologie. Böhlau, Köln 2023, ISBN 978-3-412-52834-8.
- Die Herzog August Bibliothek. Eine Geschichte in Büchern. Insel Verlag, Berlin 2022, ISBN 978-3-458-19496-5.
- mit Andreas Bähr, Jörg Trempler, Burkhardt Wolf: Untergang und neue Fahrt. Schiffbruch in der Neuzeit. Wallstein, Göttingen 2020, ISBN 978-3-8353-1704-8.
- Die Erfindung der Reinheit. Eine andere Geschichte der frühen Neuzeit. Wallstein, Göttingen 2014, ISBN 978-3-8353-1405-4.
- Sterben und Unsterblichkeit. Zur Kultur des Martyriums in der frühen Neuzeit (= Ancien Régime, Aufklärung und Revolution. Bd. 35). Oldenbourg, München 2004, ISBN 3-486-56815-9.
- Nuntiaturberichte aus Deutschland. Nebst ergänzenden Aktenstücken. Die Kölner Nuntiatur. Bd. 5: Nuntius Antonio Albergati. Teilband 1: 1610 Mai – 1614 Mai. Ergänzungsband. Schöningh, Paderborn u. a. 1997, ISBN 3-506-76135-8.
- mit Heinrich Schwendemann, Kirsten Steiner, Eckhard Wirbelauer: Geschichte. Ein Tutorium (= Rombach Grundkurs. Bd. 2). Rombach, Freiburg im Breisgau 1997, ISBN 3-7930-9148-1.
- Söldner im Nordwestdeutschland des 16. und 17. Jahrhunderts. Sozialgeschichtliche Studien (= Veröffentlichungen des Max-Planck-Instituts für Geschichte. Bd. 113). Vandenhoeck & Ruprecht, Göttingen 1994, ISBN 3-525-35650-1 (Zugleich: Göttingen, Universität, Dissertation, 1992).

Herausgeberschaften
- mit Jörg Wesche und Regina Toepfer: Gegenläufigkeiten/Contrarieties. Subversives Übersetzen in der Frühen Neuzeit/Subversive Translation in the Early Modern Period (= Übersetzungskulturen der Frühen Neuzeit. Bd. 4), Berlin 2025, ISBN 978-3-662-69148-9.
- mit Ulrike Gleixner, Timo Steyer und Marie von Lüneburg: Forschen in Sammlungen. Dynamiken, Transformationen, Perspektiven (= Kulturen des Sammelns. Akteure – Objekte – Medien. Bd. 3), Göttingen 2024, ISBN 978-3-8353-3573-8.
- mit Sarah Janke und Alexandra Serjogin: Der rote Faden. Künstlerbücher der Herzog August Bibliothek (2000–2020). Harrassowitz, Wiesbaden 2023, ISBN 978-3-447-11938-2.
- mit Cord-Friedrich Berghahn und Kai Bremer: Lessing digital. Studien für eine historisch-kritische Neuedition (= Beihefte zu Editio. Bd. 52). De Gruyter, Berlin 2022, ISBN 978-3-11-076522-9.
- mit Hartmut Beyer: Ephemera. Abgelegenes und Vergängliches in der Kulturgeschichte von Druck und Buch (= Medium Buch. Wolfenbüttler interdisziplinäre Forschungen. Heft 3/2021). Harrassowitz, Wiesbaden 2022, ISBN 978-3-447-11926-9.
- mit Regina Toepfer, Jörg Wesche unter Mitarbeit von Annkathrin Koppers: Übersetzen in der Frühen Neuzeit. Konzepte und Methoden. Concepts and Practices of Translation in the Early Modern Period (= Übersetzungskulturen der Frühen Neuzeit. Bd. 1). Metzler, Berlin 2021, ISBN 978-3-662-62561-3.
- mit Sünne Juterczenka unter Mitarbeit von Alexandra Serjogin: Das Meer. Maritime Welten in der Frühen Neuzeit. The Sea. Maritime worlds in the early modern period (= Frühneuzeit-Impulse. Bd. 4). Böhlau, Wien u. a. 2021, ISBN 978-3-412-51310-8.
- Seewege und Küstenlinien. Maritime Welten in der Herzog August Bibliothek (= Wolfenbüttler Hefte. Bd. 39). Harrassowitz, Wiesbaden 2021, ISBN 978-3-447-11528-5.
- mit Hole Rößler: Schiffbruch (= Zeitschrift für Ideengeschichte. Themenheft 14,3 (Herbst 2020)). Beck, München 2020, ISBN 978-3-406-74863-9.
- mit Eva Brugger und Isabelle Schürch: Häfen (= Historische Anthropologie. Kultur – Gesellschaft – Alltag. Themenheft 26/1). Böhlau, Köln u. a. 2018, ISBN 978-3-412-51177-7.
- mit Katharina Böhmer und Jan-Friedrich Missfelder: Esskulturen (= Historische Anthropologie. Kultur – Gesellschaft – Alltag. Themenheft 25/1). Böhlau, Köln u. a. 2017, ISBN 978-3-412-50763-3.
- Wolfgang Reinhard: Geschichte als Anthropologie. Böhlau, Köln u. a. 2017, ISBN 978-3-412-50521-9.
- mit Matthias Ballestrem, Kai Nikolaus Grüne und Marie von Lüneburg: Was wäre, wenn …? Studentische Entwürfe für eine Erweiterung der Herzog August Bibliothek. Berlin u. a. 2016, ISBN 978-3-88373-528-3.
- mit Sünne Juterczenka: Die europäische Expansion (= Basistexte Frühe Neuzeit. Bd. 3). Steiner, Stuttgart 2016, ISBN 3-515-10729-0.
- mit Christine Vogel: Die Audienz. Ritualisierter Kulturkontakt in der Frühen Neuzeit. Böhlau, Köln u. a. 2014, ISBN 978-3-412-21084-7.
- mit Birthe Kundrus: Diplomatiegeschichte (= Historische Anthropologie. Kultur – Gesellschaft – Alltag. Themenheft 21/2). Böhlau, Köln u. a. 2013, ISBN 978-3-412-22194-2.
- mit Christoph Marx: Gewalterfahrung und Prophetie (= Veröffentlichungen des Instituts für Historische Anthropologie. Bd. 13). Böhlau, Wien u. a. 2011, ISBN 978-3-205-78813-3.
- mit Alexander Gallus und Markus Völkel: Intellektuelle im Exil. Wallstein, Göttingen 2011, ISBN 978-3-8353-0781-0.
- mit Christoph Marx: Reinheit (= Veröffentlichungen des Instituts für Historische Anthropologie. Bd. 12). Böhlau, Wien u. a. 2011, ISBN 978-3-205-78471-5.
- mit Andreas Bähr und Gabriele Jancke: Räume des Selbst. Selbstzeugnisforschung transkulturell (= Selbstzeugnisse der Neuzeit. Bd. 19). Böhlau, Köln u. a. 2007, ISBN 978-3-412-23406-5.
- mit Anne Conrad: Vorbild – Inbild – Abbild. Religiöse Lebensmodelle in geschlechtergeschichtlicher Perspektive (= Rombach-Wissenschaften. Reihe Historiae. Bd. 15). Rombach, Freiburg im Breisgau 2003, ISBN 3-7930-9301-8.
- mit Mark Häberlein, Volker Reinhardt, Wolfgang Weber und Reinhard Wendt: Historische Anstöße. Festschrift für Wolfgang Reinhard zum 65. Geburtstag am 10. April 2002. Akademie Verlag, Berlin 2002, ISBN 3-05-003631-1.
- mit Götz Distelrath und Sven Lembke: Das Quälen des Körpers. Eine historische Anthropologie der Folter. Böhlau, Köln u. a. 2000, ISBN 3-412-06300-2.